# Бучинский, Юлиан Юлианович
Бучинский Юлиан Юлианович (11 апреля 1876 — 15 апреля 1926, Берлин) — русский военачальник, подполковник, георгиевский кавалер. Из дворян Петроградской губернии, лютеранин.

## Биография

### Учеба и начало прохождения службы
Окончил 1-й кадетский корпус (1895) и Александровское военное училище по 1 разряду (1897).
13 августа 1897 г. - подпоручик (со старшинством с 12 августа 1896 г.);
23 августа 1897 г. - зачислен в списки 89 пехотного Беломорского полка;
1 апреля 1901 г. - поручик (со старшинством с 12 августа 1900 г.);
3 июля - 20 сентября 1902 г. - вр. ком. 16-й ротой;
1 сентября 1902 г. - командирован в Кронштадт;
12 августа 1904 г. - командующий 12 ротой;
10 сентября 1904 г. - штабс-капитан (со старшинством с 12 августа 1904 г.);
21 сентября 1905 г. - прикомандирован к Псковскому кадетскому корпусу;
7 декабря 1907 г. - капитан, 
6 декабря 1913 г. - подполковник.

### Первая мировая война
37-й Екатеринбургский полк
24 сентября 1916 г. - переведен в 37-й Екатеринбургский полк;
13 ноября 1916 г. - командующий 1 батальоном;
16 декабря 1916 г. - 6 января 1917 г. - вр. ком. полком.
603-й Нарочский полк
12 января 1917 г. - выделен с 6-й ротой по сформировании полка (приказ по 5 армейскому корпусу №8 от 9 января 1917 г.);
14 января 1917 г. - прибыл и зачислен (приказ по 603-му пехотному полку №3);
12 февраля 1917 г. - помощник ком. полка (приказ по полку №37);
13 июля 1917 г. - председатель полкового суда;
Вр. ком. полком - по 23 августа 1917 г. , со 2 октября 1917 г. - вр. ком. полком.
Участие в боевых действиях Ю.Ю. Бучинского в 1917 году
24 марта - 4 мая - оборона участка у дер. Озерки;
28 марта - бой у д. Озерки;
18-24 мая - у д.д. Зборув - Выдумки;
21-23 июня - у д. Конюхи;
23 июня - атака укрепл. позиции у д.д. Годув - Конюхи;
24-28 июня - у д. Годув;
7 июля - у д. Цецоры;
8 июля - у д. Дамаморсичь (?);
10 июля - у д. Заставя;
12-13 июля - у д. Грабовец;
1- 26 августа - оборона участка д. Гольда - д. Куйданце;
11 августа - контужен в районе деревни Антелювки, остался в бою;
16 - 29 сентября - у д. Ст. Скалат.
40-й Колыванский полк
5 ноября 1917 г. - перемещен на службу в 40-й Колыванский пехотный полк;
38-й Тобольский полк
14 ноября 1917 г. - вр. ком. 38-м Тобольским полком.

### Гражданская война
В годы Гражданской войны в рядах Северо-Западной армии генерала Юденича. В Управлении Начальника запасных частей. Полковник. Начальник Военно-Санитарного Управления.

### Эмиграция
В эмиграции в Германии. Скончался в 8 часов вечера 15 апреля 1926 года в возрасте 49 лет. Похоронен на православном кладбище Тегель в Берлине  первом ряду восьмого квартала. Погребение состоялось 18 апреля в 12 часов 30 минут.

## Семья
Жена- дочь купца 2-й гильдии г. Ревеля Флорида Густавовна Можня. В 1917 году детей у них не было.

## Награды
- Орден Святого Станислава 3 ст. (6 декабря 1908 г.);
- Орден Святой Анны 3 ст. с мечами и бантом (8 мая 1915 г.);
- Орден Святого Станислава 2 ст. (6 апреля 1916 г.);
- Орден Святой Анны 2 ст. с мечами и бантом (8 сентября 1917 г.);
- Георгиевское Оружие (приказ по 11-й армии от 11.10.1917 № 689)- "За то, что в бою 23 июня 1917 года у д. Конюхи при атаке высоты 404 под убийственным огнем противника, объединяя действия двух батальонов, примером личной храбрости и неустрашимости увлек за собой людей, с боя занял укрепленную позицию и удержал ее до конца сражения. Ст. 112 п 6" (в послужном списке от 14.11.1917 г. отсутствуют сведения о награждении Оружием);
- Солдатский Георгиевский крест 4 ст. (приказ по 10-й пехотной дивизии от 26 октября 1917 г., объявлен приказом по полку №299);
- серебряная медаль в память коронации Императора Николая ІІ;
- светло-бронзовая медаль в память 100-летия войны 1812 года;
- светло-бронзовая медаль в память 300-летия Романовых.